# Horizonte Temprano

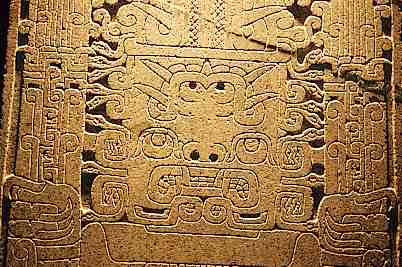
Detalle de la figura central en la Estela de Raimondi, el dios de los báculos, posiblemente principal divinidad de la cultura Chavín.

La hegemonía chavín perduró en todo el período del Horizonte Temprano, hasta su declive.

El Horizonte Temprano, es un período de las sociedades prehispánicas de los Andes, caracterizado por el desarrollo de la cultura Chavín.
La primera parte de esta fase corresponde al periodo Formativo Medio, también denominado de Síntesis, marcado por el dominio de Chavín. La segunda parte se conoce como Período Formativo Superior o de Transición, donde emergen nuevas expresiones artísticas y estructuras políticas en culturas locales como Paracas y Vicús. Este período también se asocia a la descomposición del Formativo Andino, identificado con la cultura Chavín, y la transición hacia el Intermedio Temprano.

## Denominaciones
También fue y es conocido como:
- Primer Horizonte
- Horizonte Chavín
- Formativo Andino (anteriormente fue conocido con este nombre)
- Formativo Medio-Superior (actualmente)
- Etapa de Alta Cultura II-A

## Cronología
En un artículo de 1962, el arqueólogo estadounidense John Rowe propuso la introducción de un esquema cronológico que resume las diversas etapas de la prehistoria en la región centroandina. La propuesta indicada preveía la subdivisión del período posterior a la aparición de la cerámica en tres horizontes y dos períodos intermedios; los primeros se caracterizaron por la presencia de una o dos culturas dominantes, mientras que las últimas marcaron fases temporales en las que las diferentes culturas regionales se desarrollaron en territorios limitados. 
La clasificación de Rowe, después de un período inicial después de la introducción de la cerámica, identificó un horizonte antiguo marcado por el dominio cultural chavín. 
La datación de esta fase protohistórica, inicialmente indicada entre 1400 a. C. y 400 a. C., fue movido posteriormente por Edward Lanning entre 900 a. C. y 200 a. C.; este intervalo de tiempo todavía es ampliamente aceptado.

### Propuestas
| Autor             | Denominación       | Cronología             |
| ----------------- | ------------------ | ---------------------- |
| Lanning           | Horizonte Temprano | 1000 a. C.-100 a. C.   |
| Rowe-Menzel       | Horizonte Temprano | 1200 a. C. - 200 a. C. |
| Luis G. Lumbreras | Formativo          | 1400 a. C. - 100 a. C. |
| Ravines           | Horizonte Temprano | 1200 a. C. - 100 a. C. |
| Lavalle           | Horizonte Temprano | 1000 a. C. - 100 a. C. |

### Acordada
| Cronología             | Fecha de inicio                  | Fecha de término                                           | Localización                                 | Descubridor         |
| ---------------------- | -------------------------------- | ---------------------------------------------------------- | -------------------------------------------- | ------------------- |
| 1200 a. C. - 200 a. C. | Surgimiento de la Cultura Chavín | Descomposición del Formativo (fin de la influencia Chavín) | Costa Norte y central de los Andes centrales | Pedro Cieza de León |

## Características principales
Se cree que la cultura chavín fue principalmente un movimiento religioso. La influencia chavín aparentemente comenzó en las tierras altoandinas y luego se extendió por toda la región.

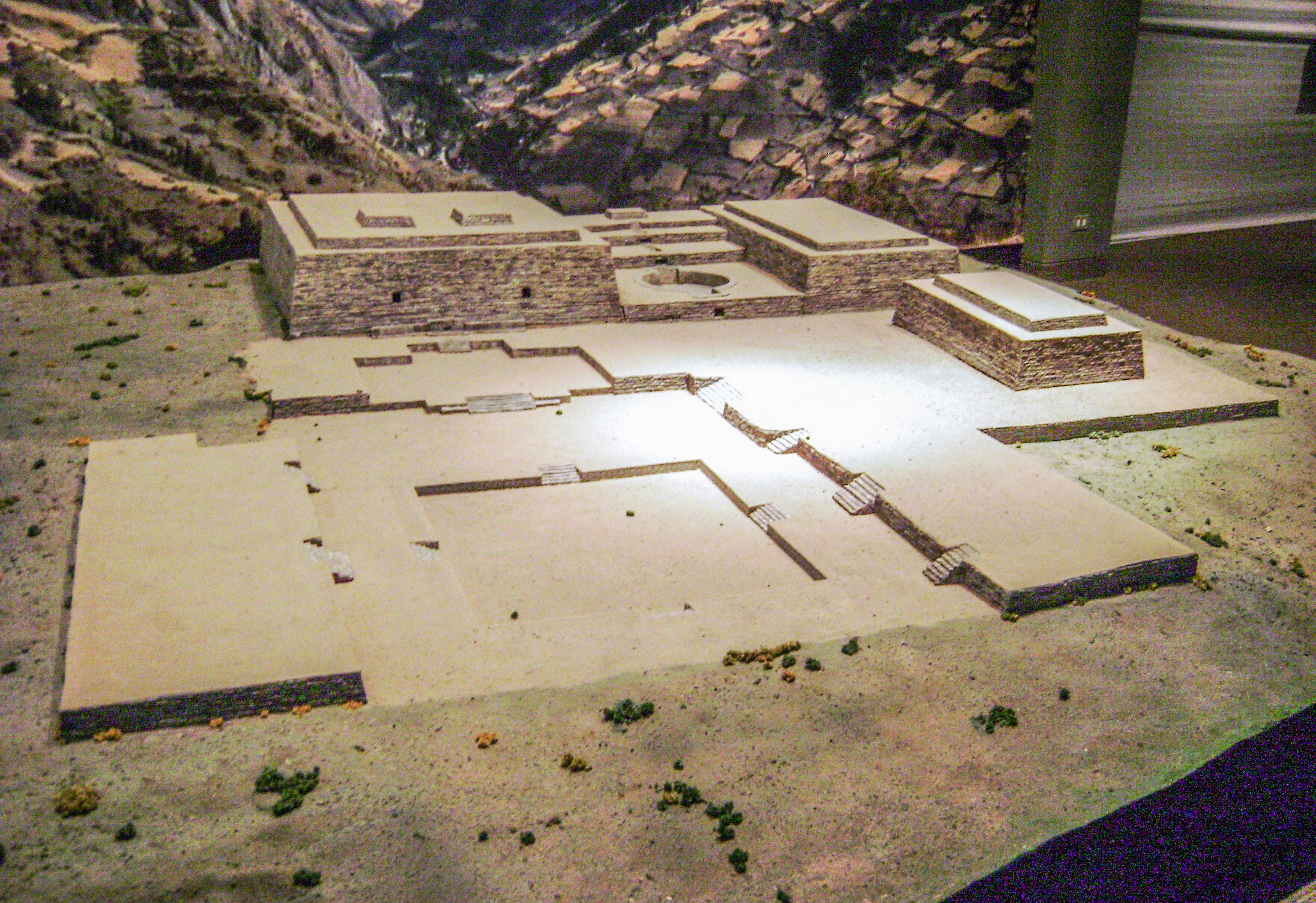
Maqueta del sitio arqueológico de Chavín de Huántar.

Los arqueólogos han establecido una distinción entre los sitios costeros pertenecientes al Formativo Inferior y los primeros hallazgos de la cultura chavín, que denotan la existencia de una compleja organización social; en los lugares de enterramiento notamos la aparición de ofrendas de artículos de lujo como conchas, obsidianas y artefactos en plata y oro. Sin embargo, existe una cierta continuidad entre las dos fases posteriores a la introducción de la cerámica en la región: la agricultura, que había alcanzado su máxima domesticación de la especie anteriormente, experimentó un mayor desarrollo con la construcción de canales de riego, mientras que la capacidad de almacenar cultivos condujo a un aumento de la población y la construcción de arquitectura monumental.
El sitio arqueológico de Chavín de Huántar presenta los restos de un centro religioso monumental, quizás un oráculo, en el que las excavaciones han distinguido varias fases de la producción cerámica. El hecho ha llevado a los estudiosos a plantear la hipótesis de una gran influencia cultural de este asentamiento. Si bien en el pasado se asumió que Chavín de Huántar era el centro principal de una civilización real esparcida por una vasta región andina, hoy el sitio tiende a ser considerado un centro religioso de influencia más limitada.
La cultura chavín alcanzó su apogeo alrededor del 500 a. C., fecha en la que se registra el declive de los sitios costeros y el abandono de funciones rituales en Chavín de Huántar. En los dos últimos siglos del Horizonte Temprano se ha producido un aumento de las obras de fortificación, signo del inicio de cambios económicos y sociales que pronto conducirán a la fragmentación social y cultural del Intermedio Temprano, durante el cual diversas civilizaciones surgieron a nivel regional.
- Perfeccionamiento de las técnicas agrícolas.
- Expansión cultural.
- Expansión religiosa.
- Desarrollo de la teocracia como forma de gobierno.
- Desarrollo de la arquitectura y el tejido a telar.

## Culturas representantes
| Cultura    | Centro principal  | Localización                                         | Cronología              | Descubridor (es)      | Observación                                            |
| ---------- | ----------------- | ---------------------------------------------------- | ----------------------- | --------------------- | ------------------------------------------------------ |
| Chavín     | Chavín de Huántar | Costa y Andes centrales de Perú                      | 1200 a. C. - 400 a. C.  | Julio C. Tello        | Gran influencia cultural en la civilizaciones andinas. |
| Cupisnique | Cupisnique        | Costa Norte de los Andes centrales del Perú          | 1500 a. C. - 1000 a. C. | Rafael Larco Hoyle    | Arquitectura basada en adobe.                          |
| Paracas    | Cerro Colorado    | Costa centro-sur de Perú                             | 700 a. C. - 200 d. C.   | Julio C. Tello        | Antecesor de la cultura nazca.                         |
| Vicús      | Cerro de Vicús    | Costa norte de los Andes centrales.                  | 500 a. C. - 400 d. C.   | Ramiro Matos Mendieta | Crearon la Venus de Frías (diosa de la fertilidad).    |
| Pucará     | Pucará            | Altiplano de los Andes centrales, meseta del Collao. | 1400 a. C. - 400 d. C.  | Luis E. Valcárcel     | Destacaron en la cerámica y la arquitectura.           |